# Льодограй
Універсальний навчально-тренувальний центр зимових видів спорту «Льодограй» — спортивний комплекс у місті Богуслав Київської області України.

## Історія
12 грудня 2012 року відбулося підписання інвестиційного договору між Київською обласною державною адміністрацією та оператором державних лотерей «М.С.Л.» на будівництво у місті Богуслав Центру зимових видів спорту. 
Будівництво «Льодограю» було розпочато у 2013 році з ініціативи компанії «М.С.Л.», яка взяла зобов’язання протягом 10 наступних років забезпечитувати функціонування центру. 
Відкриття центру відбулось 6 листопада 2014 року.

## Інфраструктура
Центр зимових видів спорту «Льодограй» це металокаркасна будівля, яка обшита сендвіч-панелями. Льодовий майданчик має площу 1,755 м² (30 х 60), обладнаний сучасною енергоустановкою, яка працює на лушпинні соняшника і повністю забезпечує об`єкт теплом, сучасним освітленням та вентиляційною системою;
- Хореографічний зал зі станками і дзеркалами загальною площею 119 м²;
- Тренажерний зал (115 м²) з роздягальнею;
- Роздягальні: 2 — для хокеїстів та 2 — для фігуристів;
- Медичний пункт;
- Радіорубка;
- Електронне табло;
- Кав'ярня;
- Сувенірна крамничка.

### Школи хокею та фігурного катання
У «Льодограї» діють школи хокею та фігурного катання.
Школа хокею
- Олександр Матвійчук — головний тренер;
- Олександр Яковенко — тренер[3].

Школа фігурного катання
- Олена Амосова — головний тренер, майстер спорту України з парного фігурного катання;
- Андрій Савченко — тренер;
- Михайло Васильєв — хореограф.